# Liste der Baudenkmäler in Schwebheim
Auf dieser Seite sind die Baudenkmäler in der unterfränkischen Gemeinde Schwebheim zusammengestellt. Diese Tabelle ist eine Teilliste der Liste der Baudenkmäler in Bayern. Grundlage ist die Bayerische Denkmalliste, die auf Basis des Bayerischen Denkmalschutzgesetzes vom 1. Oktober 1973 erstmals erstellt wurde und seither durch das Bayerische Landesamt für Denkmalpflege geführt wird. Die folgenden Angaben ersetzen nicht die rechtsverbindliche Auskunft der Denkmalschutzbehörde.
 Diese Liste gibt den Fortschreibungsstand vom 15. April 2020 wieder und enthält 6 Baudenkmäler.

## Baudenkmäler
| Lage                                   | Objekt                                                        | Beschreibung | Akten-Nr.              | Bild           |
| -------------------------------------- | ------------------------------------------------------------- | --- | ---------------------- | -------------- |
| Hauptstraße 21 (Standort)              | Gasthaus „Zum Lamm“                                           | Zweigeschossiger giebelständiger Satteldachbau mit Fachwerkobergeschoss, 18. Jahrhundert | D-6-78-176-3           | weitere Bilder |
| Hauptstraße 21 (Standort)              | Wirtshausschild                                               | | D-6-78-176-3           | weitere Bilder |
| Hauptstraße 21 (Standort)              | Hoftor                                                        | Bezeichnet 1834 | D-6-78-176-3           | weitere Bilder |
| Hauptstraße 25 (Standort)              | Wirtshausschild                                               | Mitte 18. Jahrhundert | D-6-78-176-4           | weitere Bilder |
| Hauptstraße 56 (Standort)              | Ehemaliges Amtshaus                                           | Zweigeschossiger Mansardwalmdachbau aus verputztem Bruchsteinmauerwerk mit Fachwerkobergeschoss, wohl 1678. Zwischen 1858 und 1860 Wohnhaus von Carl Emil Diezel | D-6-78-176-5           | weitere Bilder |
| Kirchplatz 1 (Standort)                | Auferstehungskirche, evangelisch-lutherische Pfarrkirche      | Turmunterbau mittelalterlich, Langhaus 1576 umgebaut, mit moderner Erweiterung von Olaf Andreas Gulbransson, 1957; mit Ausstattung | D-6-78-176-1           | weitere Bilder |
| Kirchplatz 10; Neue Gasse 1 (Standort) | Schloss Schwebheim                                            | Wasserschloss, ursprüngliche Anlage um 1440 von Balthasar von Wenkheim zu Schwanberg erbaut, rechteckiger Bering mit vier runden Ecktürmen, Graben und bewehrtes Tor, bezeichnet „1576“, zwei dreigeschossige Wohnhäuser mit Staffelgiebeln 1526, die Treppentürme 1574 mit Großem Wappen von Heinrich von Bibra (1527–1602) | D-6-78-176-2           | weitere Bilder |
| Kirchplatz 10; Neue Gasse 1 (Standort) | Schloss Schwebheim                                            | Nordkemenate, sogenanntes „Großes Schloss“ | D-6-78-176-2 zugehörig | weitere Bilder |
| Kirchplatz 10; Neue Gasse 1 (Standort) | Schloss Schwebheim                                            | Südkemenate, sogenanntes Kleines Schloss | D-6-78-176-2 zugehörig | weitere Bilder |
| Kirchplatz 10; Neue Gasse 1 (Standort) | Schloss Schwebheim                                            | Teile des sogenannten Hirschkopfes, des Gesindeteils | D-6-78-176-2 zugehörig | weitere Bilder |
| Kirchplatz 10; Neue Gasse 1 (Standort) | Schloss Schwebheim                                            | Doppeltoranlage (Barbakane), inklusive Schießscharten, Reste der Zugbrückenführung, Allianzwappen am inneren Tor | D-6-78-176-2 zugehörig | weitere Bilder |
| Neue Gasse 1 (Standort)                | Schloss Schwebheim                                            | Schlossscheune, Bezeichnet „1690“ | D-6-78-176-2 zugehörig | weitere Bilder |
| Nähe Gochsheimer Weg (Standort)        | Grabdenkmal für den Jagdforscher Carl Emil Diezel (1779–1860) | Geschaffen von dem Berliner Künstler Knaup, 1905 | D-6-78-176-6           | weitere Bilder |